# Hohenlohe-Ostalb-Weg
Der Hohenlohe-Ostalb-Weg führte über 186 Kilometer als Radfernweg von Rothenburg ob der Tauber nach Ulm. Der Hohenlohe-Ostalb-Weg ist seit Anfang 2023 nicht mehr im Gelände ausgeschildert. Er wurde mit dem Alb-Neckar-Radweg zum Württemberger Tälerradweg zusammengelegt. Während seines Verlaufes überwand der Hohenlohe-Ostalb-Weg 2036 Höhenmeter bergauf und 1987 Höhenmeter bergab.
Auf Karten wird der Radweg in der Regel mit der Abkürzung HO geführt und dargestellt.

## Streckencharakter
Der Weg ist überwiegend asphaltiert mit wenig Verkehr, teilweise Schotterwege. Auf dem Abschnitt Rothenburg bis Wasseralfingen gibt es einige mittlere Steigungen, danach wird der Streckenverlauf ebener. Die Strecke ist für Kinder und Ungeübte weniger geeignet, nur einzelne Etappen sind familienfreundlich.
Der Hohenlohe-Ostalb-Weg liegt nicht nur am Ostrand der Schwäbischen Alb, sondern auch ganz im Osten des Bundeslandes Baden-Württemberg. Sein Beginn liegt in Bayern.

## Anknüpfungspunkte
Für Radtouren in Nord-Süd-Richtung (oder in Süd-Nord-Richtung) durch Süddeutschland und Europa stellt der Radweg ein wichtiges Zwischenglied dar:
- Der Taubertalradweg, aber auch der Jakobsweg Main-Taubertal, stellen im Norden die Fortsetzung zum Main und nach Norddeutschland dar.
- Der Iller-Radweg führt im Süden zu den Alpen und zu Transalp-Unternehmungen.
- Der Donau-Bodensee-Radweg führt nach Südwesten zum Bodensee und weiter nach Österreich oder in die Schweiz.

## Sehenswürdigkeiten am Streckenverlauf

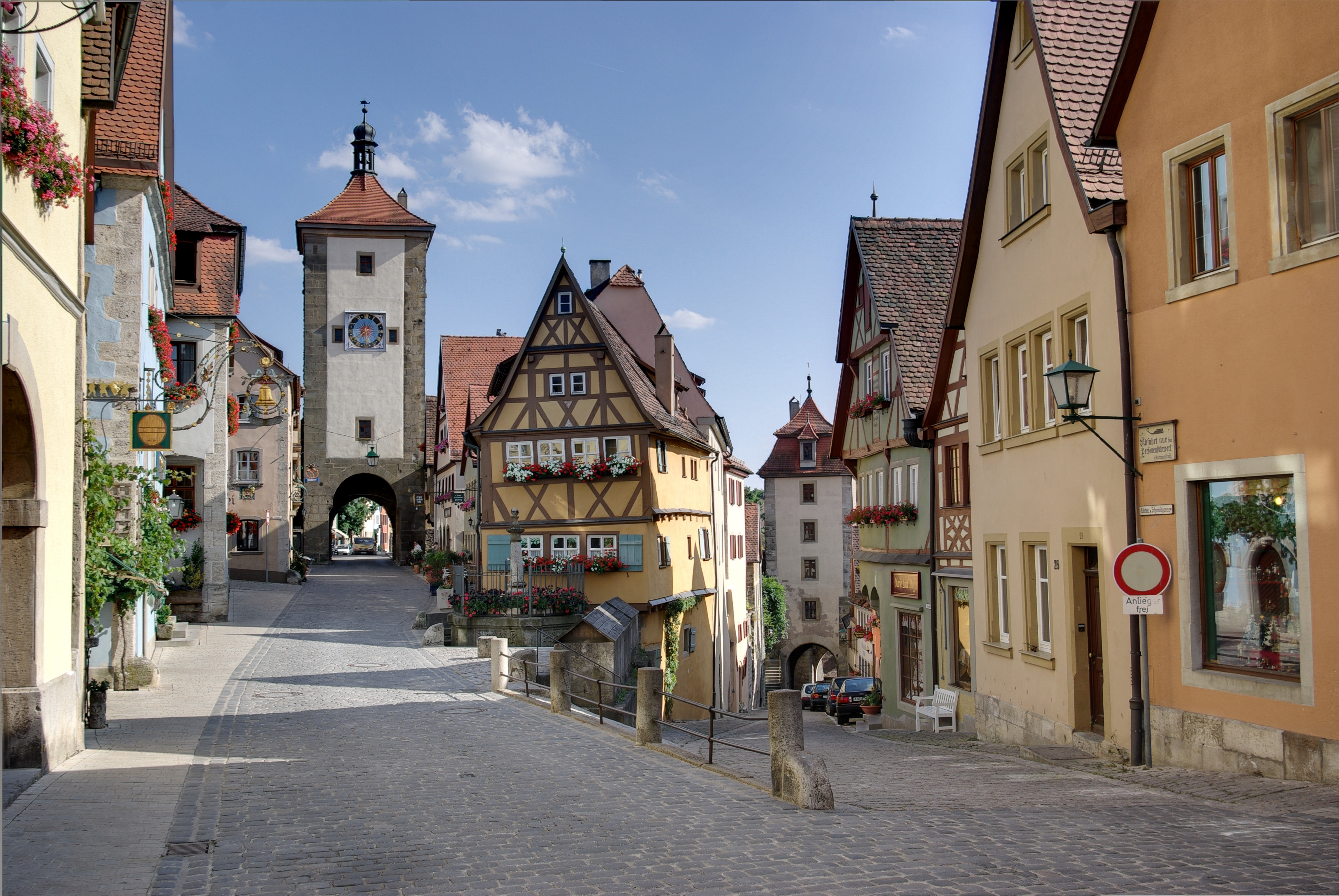
Rothenburg im Taubertal ist als mittelalterliche Stadtanlage sowohl ein Ausgangs- als auch Höhepunkt auf dem Weg.
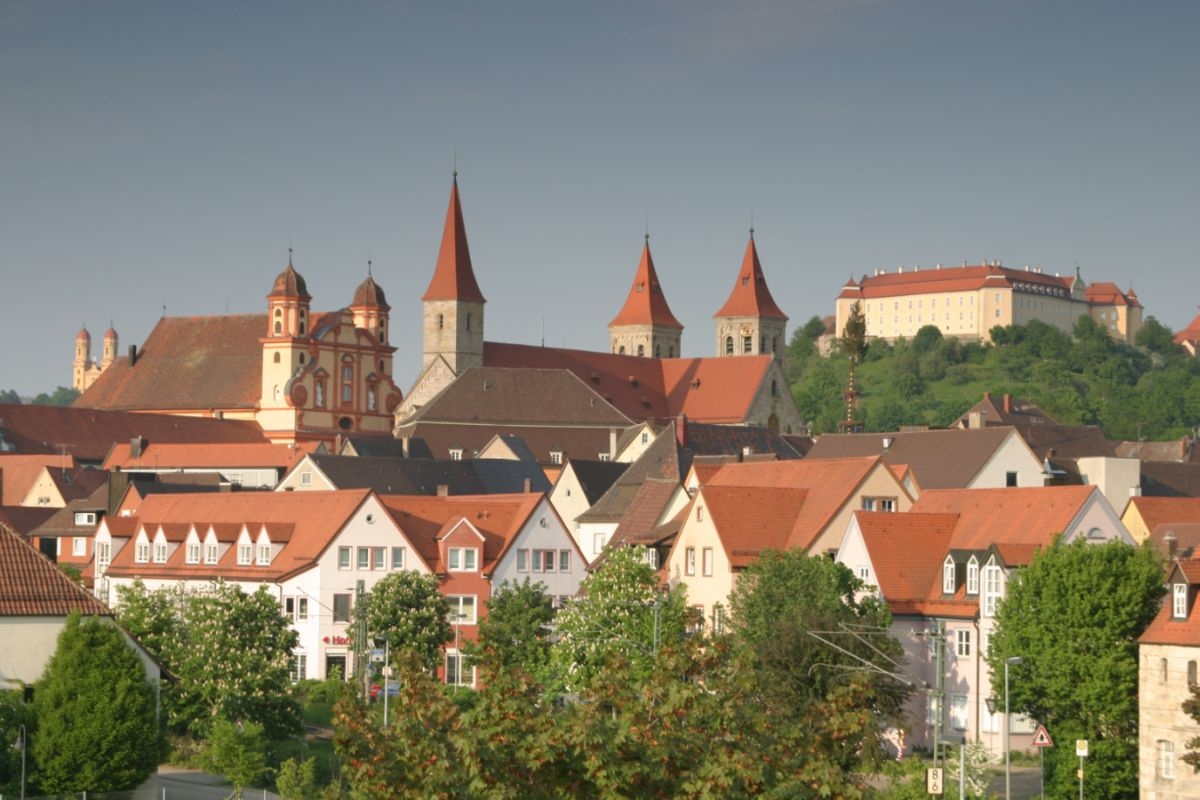
Das Tal der Jagst wartet mit geschichtlich interessanten Orten auf, hier Ellwangen.
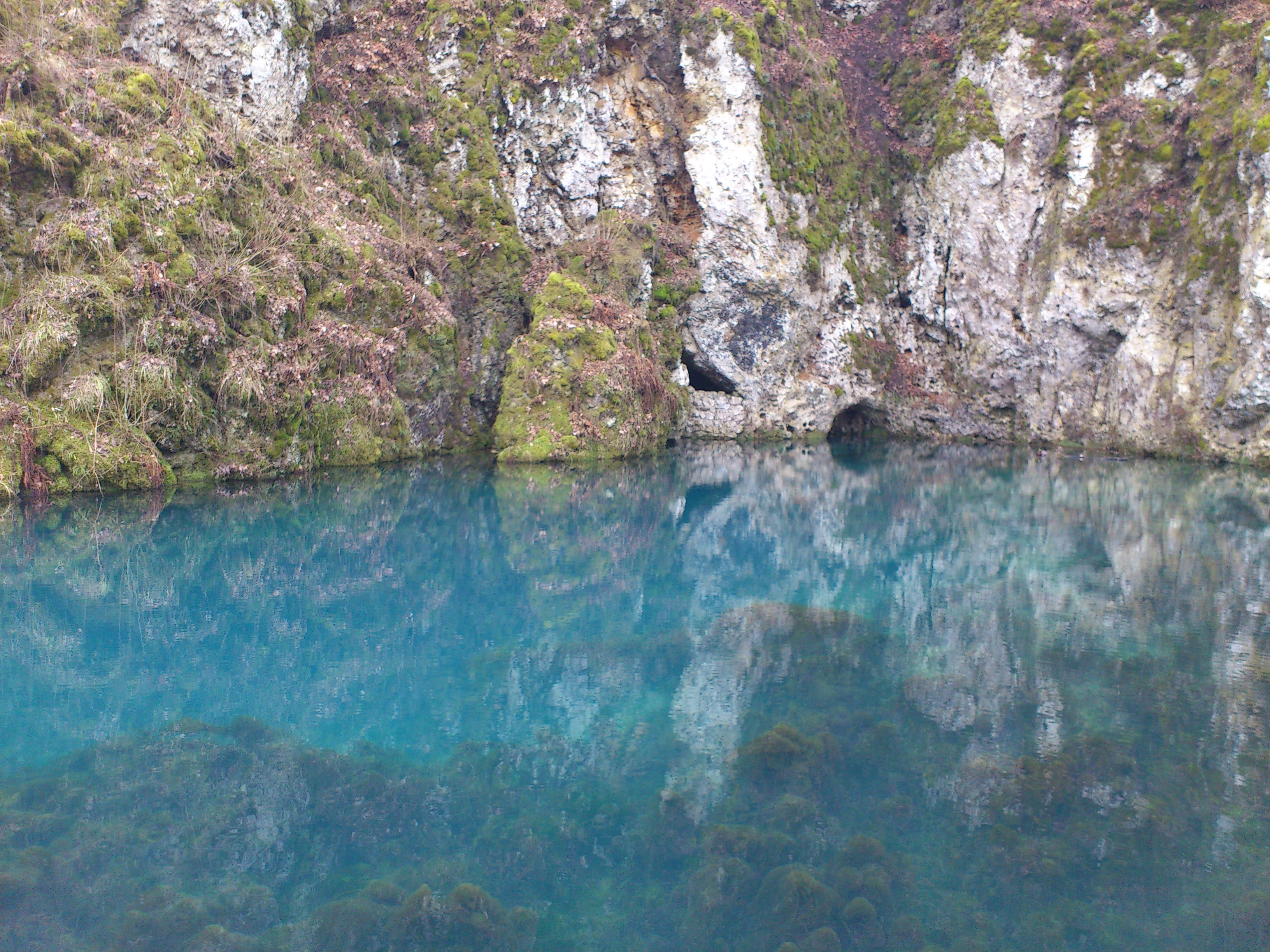
Am Brenztopf mit seinem tiefblau schimmernden Quellwasser kommt der Hohenlohe-Ostalb-Weg in Königsbronn direkt vorbei.
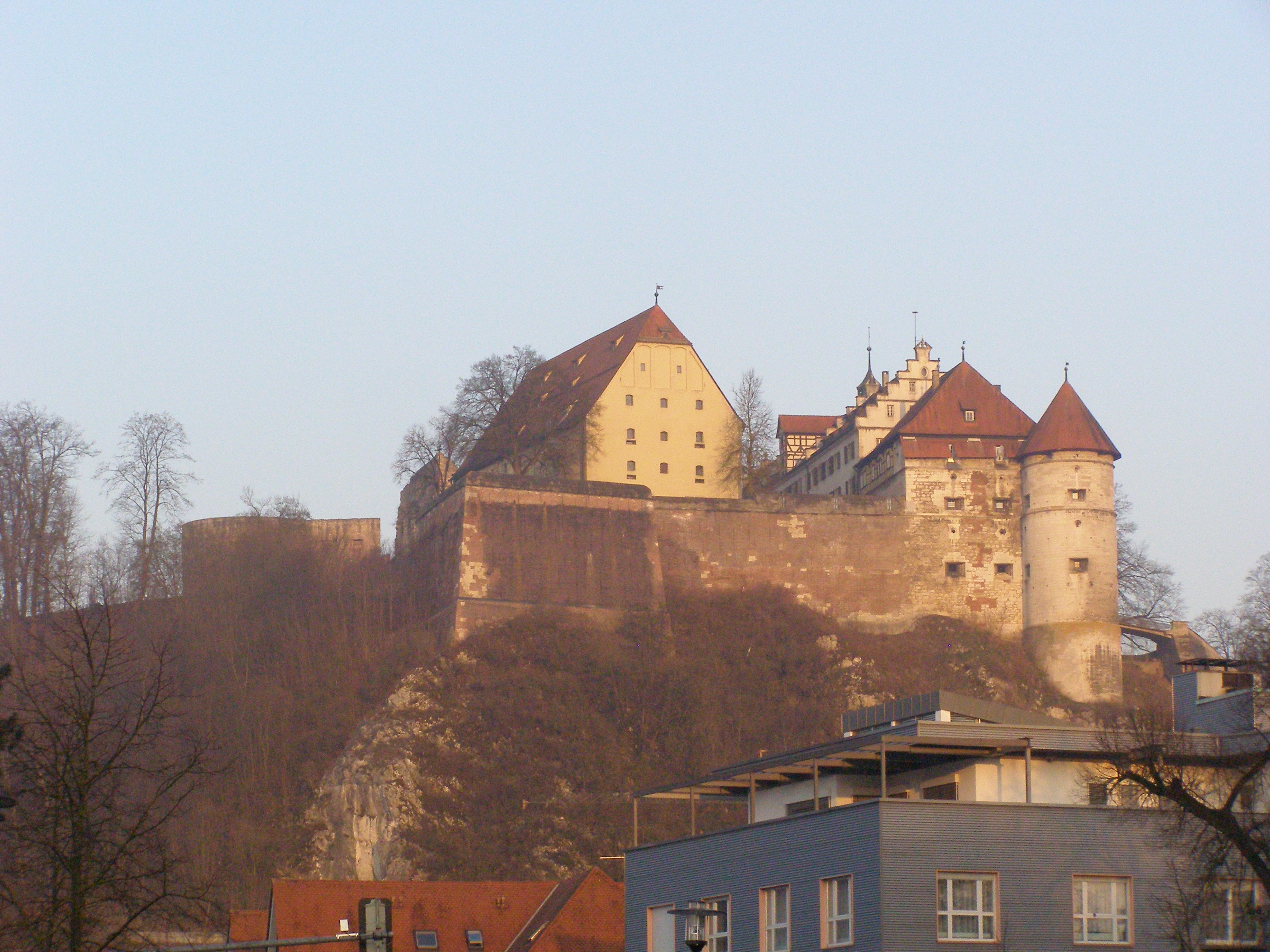
Das Schloss Hellenstein steht hoch über der Stadt Heidenheim.
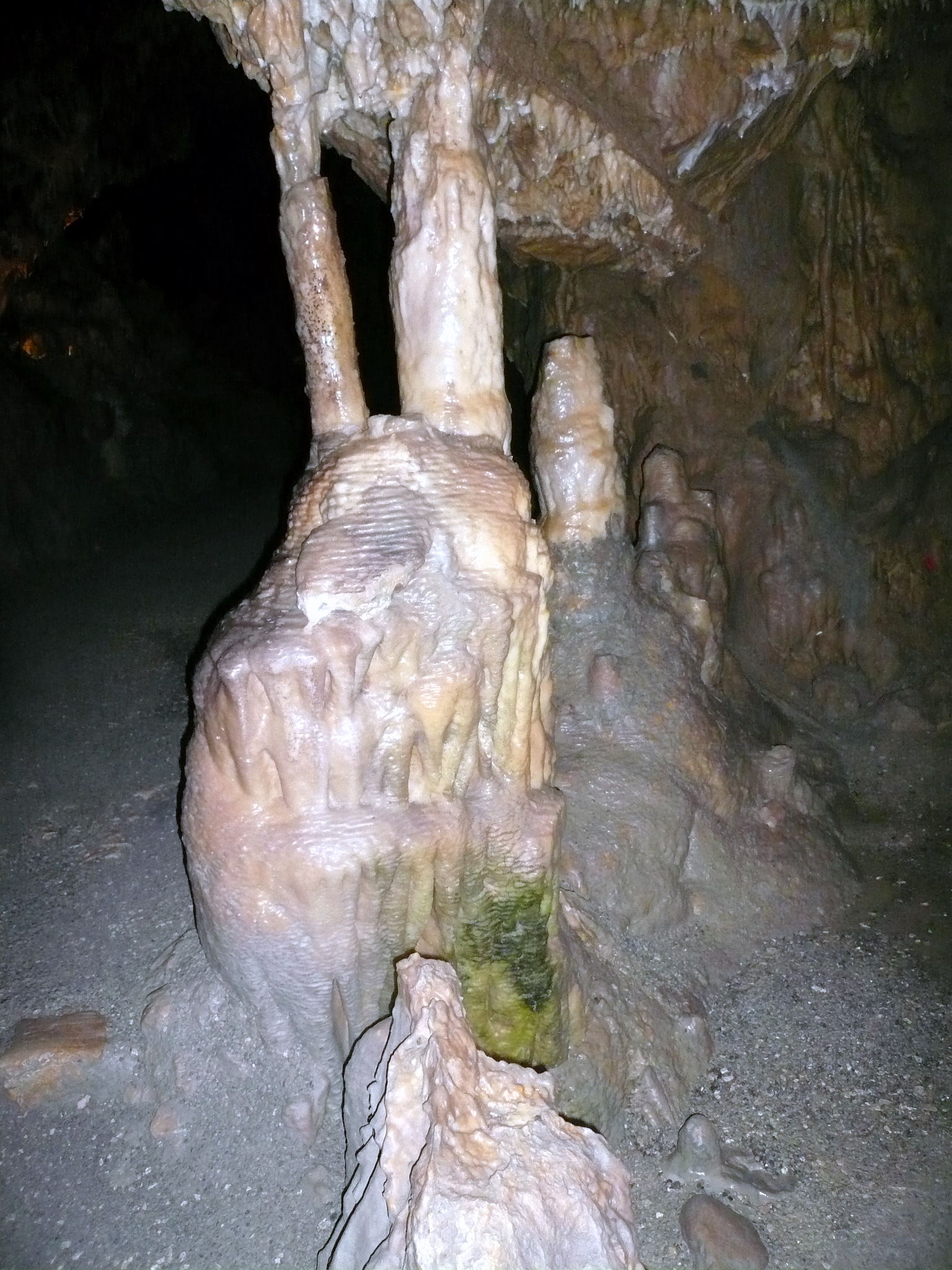
Die Charlottenhöhle in Hürben ist ein Naturdenkmal der Ostalb, an dem der Hohenlohe-Ostalb-Weg vorbeiführt. Die Karsthöhle ist über einen halben Kilometer touristisch ausgebaut.